# Slovenski Top Model
Slovenski Top Model è uno show sloveno basato sul format americano di America's Next Top Model.
La vincitrice del programma, oltre il titolo di Slovenski Top Model, si aggiudica un contratto con un'agenzia di modelle, Alen Kobilica Models, un servizio nell'edizione slovena di Elle, una Seat Ibiza un contratto con la Maybeline New York.
Il programma è presentato dalla modella slovena Nuša Šenk e ha debuttato nel 2010.

## Edizioni
| Edizione | Première          | Vincitrice | Seconda classificata | Altre concorrenti | Numero di concorrenti | Destinazione internazionale       |
| -------- | ----------------- | ---------- | -------------------- | --- | --------------------- | --------------------------------- |
| 1        | 22 settembre 2010 | Maja Fučak | Tina Grebenšek       | Aleksandra Kastrevc, Lejla Šabić (ritirata), Senta Margan, Maja Bulog, Samanta Škrjanec, Kamila Perko (ritirata), Ana Rant, Nika Mihelčič, Nika Matavž, Sara Ana Pelko, Martina Cifer, Lea Bernetič | 14                    | Zakynthos Grado / Milano Belgrado |